# Saint-Georges-d'Annebecq
Saint-Georges-d'Annebecq är en kommun i departementet Orne i regionen Normandie i nordvästra Frankrike. Kommunen ligger i kantonen Briouze som tillhör arrondissementet Argentan. År 2022 hade Saint-Georges-d'Annebecq 167 invånare.

## Befolkningsutveckling
Antalet invånare i kommunen Saint-Georges-d'Annebecq
| Referens: INSEE |